# المثلثية الكنائسية (راية)

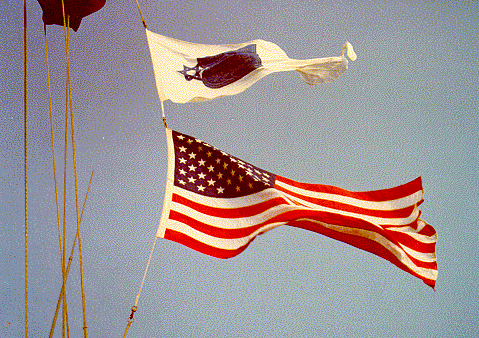
مثلثية عبادة يهودية ترفرف فوق اللواء الوطني (العلم الأمريكي) على متن سفينة للبحرية الأمريكية

المثلثية الكنائسية هي راية مثلثية بحرية ترفع للدلالة على وجود عبادة دينية مثل الخدمة الكنائسية تتم حاليا بالسفينة. ترفع على السفن والقواعد البحرية أيضاً.

## البحرية الفرنسية
حافظت البحرية الفرنسية على مثلثية كنائسية حتي تم إهمالها وعدم إستخدامها في سنة 1905.

## البحريتان الملكيتان لبريطانيا وهولندا
المثلثية الكنائسية كما كانت تستخدم في البحرية الملكية الهولندية والبحرية الملكية البريطانية بالإضافة لبعض بحريات دول الكومنولث.

### التاريخ
هناك جمع واضح بالمثلثية بين علمي انجلترا في رأس الراية وهولندا في الذيل، ونشأ هذا الجمع من الحروب الإنجليزية الهولندية بأواخر القرن السابع عشر، حيث كان استخدامه في أيام الأحد للدلالة على وجود خدمة دينية تتم حاليا وللدلالة على إستمرار وقف إطلاق النار بين الدولتين المحاربتين.

## البحرية الأمريكية
تمتلك البحرية الأمريكية العديد من المثلثيات الكنائسية، والتي يتم رفع الراية المناسبة منها مباشرةً وفوراً فوق راية اللواء البحرية أينما يكون، عند الخطاف أثناء سير السفينة، أو علي ساري اللواء أثناء توقف السفينة، وترفع عندما تقام خدمات دينية على متن السفينة بقيادة أحد قساوسة البحرية. في الأصل، كانت المثلثية مخصصة رسميا لقساوسة البحرية المسيحيين فقط، بغض النظر عن الطائفة، ولكن بعام 1975، وافق الأمين العام البحرية على مثلثية عبادة يهودية مشابهة.